# Queijo do Marajó
Queijo do Marajó é o nome atribuído ao queijo fresco de leite de búfala, produzido de forma tradicional há mais de 200 anos no arquipélago do Marajó, no estado do Pará, no Brasil.
O queijo do Marajó é feito a partir do leite de búfala, uma vez que a ilha é famosa por suas criações de búfalos .

## História
Em 2013, num trabalho de entidades como o Serviço Brasileiro de Apoio às Micro e Pequenas Empresas (SEBRAE) e a Secretaria da Agricultura do Pará, ocorreu a legalização da produção e comercialização dentro do estado do Pará, através da Portaria 418/2013 da Agência Estadual de Defesa Agropecuária do Estado do Pará (ADEPARÁ). A partir de 2014, passou a poder também ser comercializado no restante do país por autorização do Ministério da Agricultura, Pecuária e Abastecimento.

## Composição e sabor
A produção do queijo é realizada de forma artesanal, seguindo métodos tradicionais transmitidos de geração em geração. O leite de búfala é coagulado, e a massa resultante é moldada e prensada para formar o queijo. Em seguida, o queijo é deixado para maturar por um período determinado .
O queijo do Marajó tem um sabor único e característico, com uma textura macia e cremosa. Possui uma casca amarelada e um interior branco, podendo apresentar pequenos olhos ou buracos. É um queijo versátil, podendo ser consumido puro, utilizado em sanduíches, saladas, pratos quentes ou como ingrediente em diversas receitas .